# 鄭用鈺
鄭用鈺（1794年—1852年），譜名文哺，又名鴉，字哺，號棨亭，福建省同安縣（今金門縣）人，浯江鄭氏出身，為四房鄭國唐長子鄭崇聰的五子，鄭用錫堂弟。自金門來臺後經商有成，曾協助淡水廳文廟與淡水廳城的建造，卒後入祀孝悌祠。

## 生平
鄭用鈺出生不到三個月，母親就去世，由長嫂撫養長大，待長嫂如母，對待父親也很孝順。在他十八歲時，其父曾因家貧而強迫他出外謀生，但他不願就這樣離家而去，直到嘉慶十八年（1813年）才渡臺與胞兄鄭用鍾一同經商。經商有成後，所購置的田產亦與家族成員分享，而當嘉慶二十年（1815年）地方上發生歉收時，曾發穀濟貧，此後並曾參加過淡水廳文廟與淡水廳城的建造。